# Friedrich Lehner
Friedrich Lehner (* 17. Dezember 1900 in Regensburg; † 3. März 1979 in Hannover) war ein Ingenieur und Verkehrsplaner.

## Leben
Sein Vater war der Kaufmann Heinrich Lehner. Nach einem Studium der Elektrotechnik wirkte Friedrich Lehner bei der AEG in Berlin unter anderem an der Projektierung der Zugspitzbahn mit. 1931 heiratete er Marlen, geb. Büttner. Ab 1938 leitete er als Nachfolger von Friedrich Lademann die Leipziger Verkehrsbetriebe. Vermutlich zum 1. Mai 1933 war er der NSDAP beigetreten (Mitgliedsnummer 2.584.373), ab 1941 fungierte er als Blockwart. Antisemitische Ansichten beeinflussten die Geschäftsführung der Verkehrsbetriebe.
Nach dem Zweiten Weltkrieg leitete er die Kölner Verkehrsbetriebe.
1954 wechselte er nach Hannover als technischer Direktor und Vorstandsmitglied der ÜSTRA. Unter seiner Leitung wurden zunächst die Überlandstraßenbahnen eingestellt, die früher bis nach Barsinghausen und Hildesheim fuhren. Der beständig zunehmende Autoverkehr in der Stadt Hannover veranlasste die Üstra zum Bau der Stadtbahn. Schon Anfang der 1950er Jahre hatte es Pläne für eine Unterpflasterbahn gegeben. Lehner wirkte nun entscheidend an dem U-Bahn-System der Innenstadt mit, und im November 1965 wurde auf dem Waterlooplatz der erste Rammschlag für das Großprojekt getätigt. Infolge finanzieller Schwierigkeiten geriet es zunächst wieder ins Stocken. 1975, sechs Jahre nach seiner Pensionierung, fuhr Hannovers erste Stadtbahn von Oberricklingen bis unter den Hauptbahnhof.
Lehner bekleidete eine Reihe von Ehrenämtern in nationalen und internationalen Gremien. In der Zeit von 1960 bis 1969 war er Präsident des Verbandes öffentlicher Verkehrsbetriebe (VöV) sowie von 1961 bis 1969 Vizepräsident des Internationalen Verbandes für öffentliches Verkehrswesen (UITP). Er war auch an der Krefelder SWK Mobil beteiligt.

## Auszeichnungen
- 1966: Ehrendoktorwürde der Ingenieurwissenschaften der TH Hannover[3][4]
- 1969: Großes Verdienstkreuz der Bundesrepublik Deutschland[5]
- 1994: Benennung des Friedrich-Lehner-Weg am Straßenbahndepot Glocksee (2013 infolge seiner NSDAP-Mitgliedschaft umbenannt in „Ira-Wolkowa-Weg“.)[3]

## Schriften
- Die Linienführung innerstädtischer Verkehrsmittel: Eine Studie über d. städtebaul. u. verkehrstechn. Zusammenhänge zw. Stadtkörper u. Linienführung; 1931
- mit Friedrich Lademann: Der öffentliche Nahverkehr der Gemeinden (Die Praxis der gemeindlichen Wirtschaftsverwaltung, Heft 15), Leipzig 1937
- Der Oberleitungsomnibus, technische und wirtschaftliche Fragen; 1938
- Zwei Jahre Obusbetrieb in Leipzig: Erfahrungen u. Betriebsergebnisse; 1941
- Der Straßenbahn-Fahrmeister: Ein Handb. f. Straßenbahner; 1948
- Menge, Arbeit, Leistung und Wirkungsgrad im Verkehr (unter besonderer Berücksichtigung der Verhältnisse bei den Straßenbahnen); 1958
- Entwicklung und Stand der U-Straßenbahn-Planung in Hannover. U-Bahn für Mailand. U-Bahn für Rotterdam. In: Bauwelt 30/1959
- mit John B. Burnell: Voraussetzungen für einen erfolgreichen Wettbewerb des öffentlichen Verkehrs mit dem privaten Verkehr: Maßnahmen der Verkehrsbetriebe, der Verkehrsordnung und des Städtebaues, Internationaler Verband für öffentliches Verkehrswesen (UITP) 1959
- Siedlung, Wohndichte und Verkehr, Schmidt, Bielefeld 1963
- BOStrab 1965: Stellungnahmen und Erläuterungen (Schriftenreihe für Verkehr und Technik, Band 26), Schmidt, Bielefeld 1965
- Wechselbeziehungen zwischen Städtebau und Nahverkehr, Schmidt, Berlin/Bielefeld/München 1966
- Neue Wege im Nahverkehr, Städtebau und Tunnelbau. Vorträge anlässlich der Jahresversammlung 1967 der STUVA in Hannover, Albis, Düsseldorf 1968
- Regionale Ordnung in Verkehr und Städtebau, Internationaler Verband für öffentliches Verkehrswesen (UITP), London 1969
- Verkehr und Städtebau, Probleme der Gegenwart, Schmidt, Bielefeld 1971, ISBN 3-503-00910-8
- Der maximale Wirkungsgrad des Personaleinsatzes unter besonderer Berücksichtigung der Dienstplangestaltung, Alba, Düsseldorf 1978, ISBN 3-87094-772-1

## Dr.-Friedrich-Lehner-Stiftung
1979 stiftete Lehner gemeinsam mit seiner Frau Marlen die Dr.-Friedrich-Lehner-Stiftung, die von der Universität Hannover betreut wird. Die Stiftung vergibt seit 1982 alle zwei Jahre gemeinsam mit dem Freundeskreis der Leibniz Universität Hannover e. V. folgende Preise:
Dr.-Friedrich-Lehner-Preis
An Persönlichkeiten bis zum Alter von 35 Jahren, die in der Verkehrswissenschaft, Verkehrstechnik und Verkehrswirtschaft hervorragende Leistungen erbracht haben, zwei bis vier Preise in Höhe von bis insgesamt 5000 Euro.
Dr.-Friedrich-Lehner-Medaille
Persönlichkeiten, die auf dem Gebiet der Verkehrswissenschaft, Verkehrstechnik, Verkehrswirtschaft sowie des Verkehrs und Städtebaus langjährige hervorragende Leistungen nachweisen können. Bisherige Preisträger waren unter anderen Manfred Rommel (1990), Wolfgang Meyer (2002), Siegfried Rüger.